# Leucophora siphonina
Leucophora siphonina este o specie de muște din genul Leucophora, familia Anthomyiidae. A fost descrisă pentru prima dată de Jacques-Marie-Frangile Bigot în anul 1883. Conform Catalogue of Life specia Leucophora siphonina nu are subspecii cunoscute.